# Qbuzz
Qbuzz ist ein niederländisches Verkehrsunternehmen mit Sitz in Amersfoort in der Provinz Utrecht.

## Geschichte
Das Unternehmen wurde im April 2008 von Rob van Holten und Leon Struijk, ehemalige Mitglieder des Verwaltungsrates von Connexxion, gegründet. Viele Mitarbeiter, die zuvor für Connexxion tätig gewesen waren, wechselten den Arbeitgeber und waren nunmehr bei Qbuzz beschäftigt. Die niederländische Eisenbahngesellschaft Nederlandse Spoorwegen erhielt zu Beginn 49 Prozent der Unternehmensanteile von Qbuzz. Anfangs betrieb Qbuzz ausschließlich Regionalbusse in der Region Rotterdam und in Zuidoost-Friesland. Die Konzession für die Provinzen Drenthe und Groningen wurde ab dem 13. Dezember 2009 Qbuzz erteilt, die seitdem die dortigen Buslinien betreiben. Im Frühjahr 2013 wurden die Nederlandse Spoorwegen hundertprozentiger Besitzer von Qbuzz. Seit dem 8. Dezember gleichen Jahres verkehren Busse und Stadtbahnwagen von Qbuzz in der Region Utrecht. Am 1. Februar 2018 wurde Gerrit Spijksma neuer Geschäftsführer von Qbuzz und damit Nachfolger von Jan Kouwenhoven. Zum Fahrplanwechsel am 9. Dezember 2018 übernahm Qbuzz die Konzessionen Drechtsteden, Molenlanden und Gorinchem des Nahverkehrskonzeptes R-net von Arriva und ist für den dortigen Bahn- und Busverkehr zuständig.
Ab 2027 ist der Betrieb von eigenwirtschaftlichen Fernverkehrsleistungen von Amsterdam über Brüssel nach Paris sowie zwischen Amsterdam und Berlin geplant. Im November 2023 wurde bekannt, dass Qbuzz bei der niederländischen Regulierungsbehörde ACM die Durchführung eines eigenwirtschaftlichen Fernverkehrs Amsterdam–Utrecht–Düsseldorf–Köln–Frankfurt ab Januar 2027 beantragt hat. Vorgesehen sind demnach täglich sechs Zugpaare.

### Verkauf
Im März 2016 gaben die Nederlandse Spoorwegen bekannt, das Tochterunternehmen Qbuzz verkaufen zu wollen. Man wollte sich dadurch vor allem von regionalen Bahnkonzessionen lösen, die nicht mehr zu den Kernaufgaben der Nederlandse Spoorwegen gezählt wurden. Bereits 2015 wurde das Gerücht verbreitet, dass Qbuzz von der französischen Eisenbahngesellschaft SNCF übernommen werden solle. Jedoch wehrte sich der Betriebsrat gegen einen Verkauf an ein ausländisches Unternehmen. Die Suche nach einem Käufer begann im Juli 2016. Ein Jahr später, am 13. Juli 2017, wurde Qbuzz an Busitalia, ein Tochterunternehmen der italienischen Eisenbahngesellschaft Ferrovie dello Stato Italiane (FS), verkauft. Neben Busitalia seien mehrere Unternehmen interessiert gewesen. Nach Angaben der Nederlandse Spoorwegen sei die Wahl auf Busitalia gefallen, da kein Stellenabbau zu erwarten sei und die Übernahme keine Auswirkungen auf die Dienste von Qbuzz habe. Die Kosten der Übernahme beliefen sich auf 30 Millionen Euro.

## Verkehrsgebiete
Bisher betrieb Qbuzz öffentlichen Personennahverkehr (OV) in den Provinzen Drenthe, Friesland, Groningen und Zuid-Holland. Die verschiedenen Aufgabenbereiche umfasste den Betrieb von Bussen, Personenzügen und Stadtbahnwagen.
2019 ist Qbuzz in den Provinzen Drenthe und Groningen sowie in Region Utrecht und in der Konzession Drechtsteden, Molenlanden, Gorinchem aktiv.

### Groningen und Drenthe
Qbuzz betreibt seit dem 13. Dezember 2009 den öffentlichen Personennahverkehr in den Provinzen Drenthe und Groningen im Auftrag des OV-bureau Groningen Drenthe. Die Konkurrenten Arriva und Connexxion hatten auch bei der Ausschreibung der Konzessionen teilgenommen. Arriva ging aufgrund der Entscheidung vor Gericht, gewann den Rechtsstreit aber nicht. Die ursprünglich auf sechs Jahre ausgestellte Konzession wurde sowohl im Dezember 2012 bis Dezember 2017 als auch im Dezember 2014 erneut um zwei Jahre verlängert. Qbuzz gewann im Jahr 2018 die Vergabe der nachfolgenden Konzession, die bis zum 8. Dezember 2029 andauert und einen Wert von rund einer Milliarde Euro hat. Arriva und Connexxion hatten erneut das Nachsehen.
In der Region betreibt Qbuzz im Jahr 2019 105 Buslinien. Qbuzz ist auch für das BRT-Konzept Q-link verantwortlich. Das aus sieben Buslinien bestehende Verkehrsnetz soll den öffentlichen Verkehr „hochwertig“ (niederländisch hoogwaardig) machen. Neben normalen (Stadt-)Buslinien verkehren zwischen Appingedam und Delfzijl, Appingedam und Loppersum, Appingedam und Ten Boer, Gieten und Stadskanaal, Groningen und Ten Boer, Grootegast und Leek, Leek und Marum, Leens und Zoutkamp, Loppersum und Uithuizen, Sellingen und Stadskanaal, Veendam und Wildervank sowie in Delfzijl und Hoogezand auch Bürgerbusse und zwischen Groningen, Roden und Leek Nachtbusse.
Qbuzz beschäftigt in Drenthe und Groningen 1200 Mitarbeiter, führt die Konzession mit 350 Bussen aus und zählt 13 örtliche Niederlassungen. Täglich transportiert Qbuzz rund 80.000 Fahrgäste.

#### Region Utrecht
In der Region Utrecht betreibt Qbuzz seit dem 8. Dezember 2013 76 Buslinien und die Utrechter Stadtbahn. Qbuzz hatte bereits bei der Vergabe in den Jahren 2010 und 2011 kandidiert und hatte diese auch gewinnen können, wurde jedoch von Connexxion durch Rechtsmittel verdrängt. Am 8. Oktober 2012 wurde bekannt gemacht, dass Qbuzz den Zuschlag für die Konzession ab Dezember 2013 erhielt. Connexxion beschwerte sich erneut gegen die Vergabe, die Klage wurde jedoch abgewiesen. Qbuzz begann seinen Dienst mit der neuen Konzession zum Fahrplanwechsel am 8. Dezember 2013.
Im Auftrag von Qbuzz verkehren 76 Bus- sowie zwei Stadtbahnlinien in der Region Utrecht. Von den Buslinien werden sieben als Nachtbusse eingesetzt.
150.000 Fahrgäste nutzen täglich die Busse und die Stadtbahn von Qbuzz. In der Region Utrecht arbeiten 1200 Menschen für Qbuzz. Das Unternehmen setzt für den Verkehr rund 300 Busse und 26 Stadtbahnwagen ein.

### Drechtsteden, Molenlanden und Gorinchem
Seit dem 9. Dezember 2018 fällt die Konzession Drechtsteden, Molenlanden und Gorinchem in den Aufgabenbereich von Qbuzz. Die Konzession ist Bestandteil des R-net und wurde davor von Arriva betrieben. Für den Betrieb der MerwedeLingelijn, eine Eisenbahnverbindung zwischen Dordrecht und Geldermalsen, übernahm Qbuzz die Züge des Typs Stadler GTW von Arriva. Es ist die erste Eisenbahnlinie unter Verwaltung von Qbuzz.
Im Einzugsgebiet betreibt Qbuzz 42 Buslinien sowie zwei Bahnlinien. Die von Arriva übernommenen Züge sollen im Laufe des Jahres 2019 in die rot-grauen Farben von R-net umgestaltet werden und einige Erneuerungen erhalten. So sollen die Sitze modernisiert werden, USB-Anschlüsse installiert werden und die Züge mit Wi-Fi ausgestattet werden. Darüber hinaus plant Qbuzz, für den Busverkehr neue Fahrzeuge anzuschaffen.
Bahnlinien
Im Jahresfahrplan 2019 verkehren folgende Linien auf MerwedeLingelijn:
| Zugtyp    | Linienverlauf                        | Frequenz                                        |
| --------- | ------------------------------------ | ----------------------------------------------- |
| Stoptrein | Dordrecht – Gorinchem                | halbstündlich; Teil des Verkehrskonzeptes R-net |
| Stoptrein | Dordrecht – Gorinchem – Geldermalsen | halbstündlich; Teil des Verkehrskonzeptes R-net |

## Fuhrpark
Zum Fuhrpark von Qbuzz gehören viele Busse, aber auch einige Stadtbahnwagen und Eisenbahn-Züge. Im März 2019 zählte das Unternehmen 780 Busse, 26 Stadtbahnwagen und zehn Züge.

### Busse
Qbuzz setzt Busse verschiedener Hersteller ein. Im März 2019 wurde die Bestellung von 164 elektrischen Busse bekannt, die im Norden der Niederlande fahren sollen. Sie sollen im Spätsommer geliefert und ab Dezember gleichen Jahres eingesetzt werden. Für 2020 wurde außerdem 20 bis 30 Wasserstoffbusse in Auftrag gegeben.
| Modell                              | Anzahl | Anzahl     | Einsatzgebiet                            | Bild | Anmerkungen                                                   |
| Modell                              | Gesamt | in Betrieb | Einsatzgebiet                            | Bild | Anmerkungen                                                   |
| ----------------------------------- | ------ | ---------- | ---------------------------------------- | ---- | ------------------------------------------------------------- |
| Volvo 8700                          | 10     | 0          | Zuidoost-Friesland                       |      | wurden ab 2010 von Connexxion genutzt                         |
| Berkhof Duvedec                     | 3      | 0          | Region Rotterdam                         |      | zuvor bei RET im Einsatz                                      |
| Den Oudsten B96                     | 21     | 0          | Region Rotterdam                         |      | zuvor bei RET im Einsatz                                      |
| MAN Caetano                         | 1      | 0          | Region Rotterdam                         |      | zuvor bei RET im Einsatz                                      |
| MAN Lion’s City TÜ                  | 90     | 0          | Region Rotterdam                         |      |                                                               |
| MAN Lion’s City TÜ                  | 41     | 0          | Zuidoost-Friesland                       |      |                                                               |
| Optare Solo SR                      | 1      | 0          | Region Utrecht                           |      |                                                               |
| MAN Lion’s Regio C                  | 7      | 0          | Zuidoost-Friesland                       |      | nach Ablauf des Leasingvertrages zurückgegeben                |
| MAN Lion’s City Ü CNG               | 7      | 0          | Zuidoost-Friesland                       |      | nach Ablauf der Konzession exportiert                         |
| Den Oudsten Alliance                | 4      | 0          | Zuidoost-Friesland                       |      | wurden im Januar 2011 nach Bosnien und Herzegowina exportiert |
| VW Crafter Volt                     | 4      | 2          | Zuidoost-Friesland                       |      |                                                               |
| Mercedes-Benz Sprinter              | 4      | 0          | Zuidoost-Friesland                       |      |                                                               |
| Mercedes-Benz Intouro               | 7      | 0          | Zuidoost-Friesland                       |      | mittlerweile bei Arriva im Einsatz                            |
| Mercedes-Benz Citaro                | 50     | 15         | Groningen und Drenthe                    |      |                                                               |
| Ebusco 2.0 Electric                 | 2      | 2          | Groningen und Drenthe                    |      |                                                               |
| Ebusco 2.2 Electric                 | 60     | 0          | Groningen und Drenthe                    |      |                                                               |
| Van Hool newA330FC                  | 2      | 2          | Groningen und Drenthe                    |      |                                                               |
| Mercedes-Benz Citaro Compact Hybrid | 4      | 4          | Groningen und Drenthe                    |      |                                                               |
| Mercedes-Benz Citaro G              | 103    | 89         | Groningen und Drenthe                    |      |                                                               |
| Mercedes-Benz Citaro LE             | 269    | 237        | Groningen und Drenthe Region Utrecht     |      |                                                               |
| Mercedes-Benz CapaCity              | 9      | 9          | Groningen und Drenthe                    |      |                                                               |
| VDL Citea SLFA 181 electric         | 10     | 10         | Groningen und Drenthe                    |      |                                                               |
| VDL Citea SLFA 180 electric         | 11     | 2          | Groningen und Drenthe                    |      |                                                               |
| Hess lighTram                       | 3      | 0          | Groningen und Drenthe                    |      |                                                               |
| Mercedes-Benz Integro               | 41     | 15         | Groningen und Drenthe Zuidoost-Friesland |      | wurden teilweise exportiert                                   |
| Mercedes-Benz Integro L             | 26     | 26         | Groningen und Drenthe                    |      |                                                               |
| Van Hool TDX 27 Astromega           | 5      | 5          | Groningen und Drenthe                    |      | erster Doppeldeckerbus im niederländischen Busverkehr         |
| Mercedes-Benz Sprinter              | 4      | 4          | Groningen und Drenthe                    |      |                                                               |
| Mercedes-Benz Sprinter City         | 6      | 0          | Groningen und Drenthe                    |      | teilweise bei Arriva im Einsatz                               |
| Mercedes-Benz Citaro                | 66     | 66         | Region Utrecht                           |      |                                                               |
| Mercedes-Benz Citaro G              | 90     | 90         | Region Utrecht                           |      | teilweise zuvor bei Connexxion im Einsatz                     |
| Van Hool newAGG300                  | 37     | 17         | Region Utrecht                           |      | 20 Busse wurden von GVU geliehen                              |
| Hess lighTram                       | 3      | 3          | Region Utrecht                           |      |                                                               |
| Optare Solo EV                      | 3      | 3          | Region Utrecht                           |      |                                                               |
| Altas Cityline                      | 13     | 13         | Region Utrecht                           |      |                                                               |
| Mercedes-Benz Sprinter              | 10     | 10         | Region Utrecht                           |      |                                                               |
| Mercedes-Benz Sprinter City         | 6      | 4          | Region Utrecht                           |      |                                                               |
| VDL Berkhof Ambassador ALE120       | 131    | 131        | Region Utrecht                           |      | zuvor bei Connexxion im Einsatz                               |
| Ebusco 2.0 Electric                 | 10     | 10         | Region Utrecht                           |      |                                                               |
| Volvo 7700                          | 10     | 0          | Drechtsteden, Molenlanden und Gorinchem  |      |                                                               |
| Ebusco 2.2 Electric                 | 37     | 0          | Drechtsteden, Molenlanden und Gorinchem  |      |                                                               |
| MAN Lion’s City TÜ                  | 35     | 35         | Drechtsteden, Molenlanden und Gorinchem  |      | zuvor bei Connexxion im Einsatz                               |
| Rošero First (Elektromotor)         | 6      | 6          | Drechtsteden, Molenlanden und Gorinchem  |      | zuvor bei Arriva im Einsatz                                   |
| VDL Citea LLE 99-E                  | 2      | 2          | Drechtsteden, Molenlanden und Gorinchem  |      | zuvor bei Arriva im Einsatz                                   |
| Scania-Higer A30                    | 22     | 22         | Drechtsteden, Molenlanden und Gorinchem  |      |                                                               |
| Iveco Crossway                      | 66     | 66         | Drechtsteden, Molenlanden und Gorinchem  |      |                                                               |
| Rošero First (Dieselmotor)          | 10     | 10         | Drechtsteden, Molenlanden und Gorinchem  |      |                                                               |
| Tribus Civitas                      | 40     | 40         | Drechtsteden, Molenlanden und Gorinchem  |      |                                                               |
| Ebusco 2.0 Electric                 | 2      | 0          | Groningen und Drenthe                    |      | Probebus                                                      |

### Stadtbahnen
Die 26 Stadtbahnwagen der Firma SIG sind in Besitz der Bestuur Regio Utrecht und werden von Qbuzz betrieben.
| Modell                   | Anzahl | Anzahl     | Einsatzgebiet  | Bild | Anmerkungen                          |
| Modell                   | Gesamt | in Betrieb | Einsatzgebiet  | Bild | Anmerkungen                          |
| ------------------------ | ------ | ---------- | -------------- | ---- | ------------------------------------ |
| Zwitserse trams          | 27     | 26         | Region Utrecht |      |                                      |
| CAF Urbos 100 (5-Teiler) | 27     | 0          | Region Utrecht |      |                                      |
| CAF Urbos 100 (7-Teiler) | 22     | 0          | Region Utrecht |      |                                      |
| Wiener Tram E6 (Tw)      | 7      | 0          | Region Utrecht |      | seit Juli 2014 nicht mehr im Einsatz |
| Wiener Tram C6 (Bw)      | 3      | 0          | Region Utrecht |      | seit Juli 2014 nicht mehr im Einsatz |

### Züge
Qbuzz ist im Besitz von zehn Zügen des Typs Stadler GTW, die von Arriva mit Beginn der neuen Konzession am 9. Dezember 2018 übernommen worden sind.
| Modell      | Anzahl | Anzahl     | Einsatzgebiet                           | Bild | Anmerkungen                 |
| Modell      | Gesamt | in Betrieb | Einsatzgebiet                           | Bild | Anmerkungen                 |
| ----------- | ------ | ---------- | --------------------------------------- | ---- | --------------------------- |
| Stadler GTW | 10     | 10         | Drechtsteden, Molenlanden und Gorinchem |      | zuvor bei Arriva im Einsatz |

Am 15. März 2024 wurden bei CAF insgesamt 10 dreiteilige Triebzüge vom Typ Civity für den Einsatz auf der MerwedeLingelijn mit einer Länge von 60 Metern und einer Kapazität von 350 Fahrgästen bestellt, die ab 2028 ausgeliefert werden sollen. Die Triebzüge sollen die aktuell eingesetzten Stadler GTW ersetzen, da eine Nachrüstung dieser Fahrzeuge mit ETCS, das ab 2027 für den Einsatz auf der MerwedeLingelijn erforderlich ist, 48 Mio. Euro bei einer erwarteten Restnutzungsdauer von zehn Jahren kosten würde.
Für den Betrieb der Fernverkehrsverbindungen Amsterdam–Brüssel–Paris und Amsterdam–Berlin sind Hochgeschwindigkeitszüge vom Typ ETR 1000 vorgesehen.